# Tri Yann
I Tri Yann sono un gruppo folk-rock francese. In linea di massima, la loro produzione si riallaccia alla tradizione popolare della Bretagna ma reinterpretata e rivisitata spesso con arrangiamenti personali, e con una parte di composizione del tutto autonoma e originale.

## Gli Inizi
La storia dei Tri Yann inizia sul finire del 1970, quando tre giovani con la passione della musica tradizionale bretone (proprio in quegli anni in via di riscoperta), si riuniscono per cantare a Plouharnel, presso il sito archeologico di Carnac, e interpretano davanti ad uno sparuto e improvvisato pubblico la Pastourelle de Saint Julien. Si chiamano Jean Chocun, Jean-Louis Jossic e Jean Paul Corbineau. È la loro prima uscita in pubblico, del tutto artigianale e senza nessuna pubblicità; la settimana dopo, invitati ad esibirsi ad una fest-noz ("festa di notte", la tipica kermesse tradizionale bretone), qualcuno li nota e si accorge di una strana coincidenza: si chiamano tutti e tre Jean e sono tutti e tre nativi di Nantes (in realtà Jean-Louis Jossic è nativo di Orvault, nei dintorni di Nantes). Ai tre viene dato quasi “per ufficio” il nome di Tri Yann an Naoned, in lingua bretone “I Tre Jean di Nantes”; è il nome che adottano immediatamente.
All'epoca, Jean Chocun lavorava in una compagnia marittima, Jean Paul Corbineau in un supermercato e Jean-Louis Jossic insegnava storia e geografia alla scuola media di Savenay. Al gruppo si unisce, nel 1971, un amico dei tre, Bernard Baudriller, un professore di inglese. Per qualche tempo il gruppo va avanti senza nessuna ambizione e per pura passione, continuando con le proprie occupazioni di tutti i giorni e esibendosi in fest-noz e in centri culturali popolari; nel 1972, però, l'incontro con il celebre cantautore e folklorista bretone (pur nativo di Tarbes, nei Pirenei Orientali) Gilles Servat, cambia loro letteralmente la vita. Servat propone al gruppo di registrare un album per un'etichetta indipendente bretone, la Kelenn; nasce così Tri Yann an Naoned (giugno 1972), prodotto in soli 500 esemplari e con una promozione assolutamente nulla.
Le 500 copie iniziali vanno esaurite in pochi giorni, tanto che si decide di produrne altri 500; con una distribuzione limitata ai principali negozi di dischi e alle librerie bretoni, gli esaurimenti si susseguono uno dietro l'altro e nasce il “caso” discografico dell'anno in Francia. Il direttore commerciale della Phonogram, una major, Jacques Caillart, ascolta l'album durante le sue vacanze estive in Bretagna, e ne rimane folgorato; propone alla piccola Kelenn di distribuire il catalogo e il brano Dans les prisons de Nantes (una canzone popolare cinquecentesca) comincia ad essere trasmesso sulle due principali radio francesi, Europe 1 e France Inter. Nel dicembre 1972, i Tri Yann sono già all'Olympia, il tempio parigino della canzone del famoso Bruno Coquatrix, come gruppo sostenitore di Juliette Gréco (che se ne dichiara “fan”).

## La consacrazione degli anni settanta
Negli anni settanta i Tri Yann diventano, assieme a Alan Stivell, al sommo chitarrista Dan Ar Braz, allo stesso Gilles Servat e a Glenmor, una delle icone della rinascita musicale bretone, che contamina con grande forza e successo la tradizione popolare con il movimento del folk revival internazionale e celtico in particolare. La strumentazione comporta, oltre all'importanza delle voci (i “tre Jean” sono tutti dotati di ottime caratteristiche vocali e si alternano al canto), la quasi totale assenza di strumenti tradizionali, l'uso della chitarra acustica, del banjo, del dulcimer (o dolcemelo) e del contrabbasso. Accanto al repertorio bretone, i Tri Yann presentano pezzi provenienti dal resto dell'area celtica (Scozia, Irlanda, Galles) e del Québec. Il 1º gennaio 1973 i Tri Yann divengono professionisti e eliminano an Naoned dalla loro denominazione ufficiale: da quel momento sono noti soltanto come Tri Yann.
Nel marzo 1973 esce il secondo album, Dix ans, dix filles; contemporaneamente, i Tri Yann tornano ad essere invitati, ma stavolta da soli, all'Olympia. All'epoca risale anche la trasformazione in “gruppo da scena”, mantenuta ancora adesso: i Tri Yann si esibiscono con costumi fantasiosi, spesso strabilianti e improbabili, che regolarmente si tolgono sul palco per rimanere a volte in maglietta o in canottiera. Assolutamente instancabili in scena, si fanno notare già per le prese di posizione assolutamente gauchistes e per la notevole ironia e verve nel contatto con il pubblico, che cresce in tutti gli angoli della Francia.
Del 1974 è il terzo album, Suite Gallaise, il primo registrato per un'etichetta discografica propria, la Marzelle. L'album è incentrato sul folklore dell'Alta Bretagna, la parte della regione di lingua e dialetto francese (il cosiddetto gallo, da qui il titolo). Segue, nel 1976, uno dei principali e meglio riusciti album del gruppo, La découverte ou l'ignorance. Nel frattempo, il gruppo, pur mantenendo l'impianto originale, si arricchisce di nuovi componenti come il batterista Gérard Goron; nel 1978 i Tri Yann si esibiscono per la prima volta all'estero, prima in Belgio e in Germania, e poi in Svizzera al Festival International di Nyon, dove cantano assieme a un gruppo storico come i Fairport Convention. È il trionfo davanti a 15.000 spettatori in visibilio, e i Tri Yann cominciano ad essere conosciutissimi anche all'estero.
Nel 1979 è la volta del quinto album, Urba; questo strano titolo è ripreso da una cronaca medievale dove si racconta la vicenda di una delle più belle canzoni dell'album, L'aimant à la grand-messe, e nella quale la parola latina urbs (città) è corrotta in Urba. L'album contiene anche la versione francese di una celebre canzone di Phil Coulter, The Town I Loved So Well, intitolata La ville que j'ai tant aimée. L'originale del cantautore irlandese è dedicato a Londonderry, e specificamente dedicato all'operazione militare dell'esercito britannico che la "riprese" (la cosiddetta Motorman Operation), ma i Tri Yann, nella loro traduzione, hanno attenuato alquanto i riferimenti (cosa che ha attirato loro anche qualche critica).

## Gli anni ottanta
Negli anni ottanta i Tri Yann cominciano a interessarsi prepotentemente di tematiche ecologiste e antinucleariste, spinti dagli avvenimenti di Plogoff, in Bretagna, dove la popolazione, con proteste durate mesi, riuscì a impedire la costruzione di una centrale nucleare. Nel 1981 a questi avvenimenti i Tri Yann dedicano un lato intero del loro sesto album intitolato, in lingua bretone, An heol a zo glaz (“Il sole è verde”). Nel gruppo entra, alla chitarra acustica ed elettrica, Christian Vignoles, mentre Jean Paul Corbineau lascia per qualche mese per poi rientrare.
Nel 1983 i Tri Yann ricevono il Kritikpreis della stampa tedesca; in agosto esce il settimo album, intitolato Café du Bon Coin con influenze medievali e rinascimentali coniugate con l'impronta rock della nuova tradizione creata dal gruppo. Nel 1985 esce dal gruppo Bernard Baudriller e vi entrano Bruno Sabathe alle tastiere e Louis-Marie Seveno al basso e violino. Fedeli alla città di Nantes, nel 1987 i Tri Yann vi registrano un album dal vivo per festeggiare i 15 anni di attività, dal titolo eloquente di Anniverscene. L'anno successivo è la volta de Le vaisseau de pierre, il loro nono album: è un successo senza precedenti.

## Gli anni novanta
Gli anni novanta iniziano per i Tri Yann con l'album Belle et rebelle, interamente dedicato a Nantes (è lei la “bella e ribelle” del titolo), mentre alla fine del 1992 Bruno Sabathe lascia e viene sostituito da Christophe Le Helley, che immette nel gruppo la sua estrema perizia e competenza nella pratica degli strumenti antichi (ghironda, dolcemelo, bombarda, cromorno). Tra il 1993 e il 1994 i Tri Yann tengono numerose tournée in Francia e all'estero, raccogliendo un numero impressionante di spettatori. Il 1995 segna una data decisiva nello sviluppo dell'arte dei Tri Yann, con l'album Portraits (“Ritratti”), che registrano all'abbazia di Fontevraud per l'acustica del tutto propizia all'espressione vocale.
L'album è dedicato a specifiche figure della Bretagna antica e moderna: accanto a Arturo Plantageneto, protagonista di un'antichissima e tragica ballata che ne narra la breve vita, c'è un brano su una ragazza musulmana uccisa dai fratelli perché innamoratasi di uno studente francese (Aloïda). Ma tutto il secondo lato dell'album è dedicato, con un'iniziativa che farà scalpore in tutta la Francia, alla figura di Guillaume Seznec, protagonista negli anni che vanno dal 1924 al 1954 di uno dei più clamorosi errori giudiziari della storia recente francese, e che contribuirà non poco al primo caso di revisione processuale mai verificatosi in Francia (sancito l'11 aprile 2005 con decisione dell'Alta Corte di Giustizia) ed alla creazione di un'apposita legge detta Loi Seznec. Per l'occasione, l'ultima lettera di Guillaume Seznec alla moglie, prima di partire per il bagno penale della Cajenna dove resterà fino al 1947, viene recitata da Denis Seznec, il nipote di Guillaume.
Nell'ottobre dello stesso anno, il celebre biscottificio LU (Lefèvre-Utile) di Nantes, notissimo anche in Italia per numerosi prodotti, ingaggia i Tri Yann per una serie di concerti da tenersi in quel luogo protagonista di tutta la storia operaia della città: i Tri Yann rispondono eseguendo una canzone ritenuta tra i loro capolavori, Les pailles d'or brisées, incentrata proprio sulla corrispondenza tra una giovane operaia del biscottificio (le pailles d'or sono dei biscotti da sempre prodotti dalla LU) e il marito partito per la guerra. Nell'aprile del 1996 i Tri Yann tornano all'Olympia per un'unica serata. I biglietti vanno esauriti due mesi prima della data prevista per il concerto (il 10 maggio).
Nel 1997 esce un “doppio” antologico intitolato in francese Le meilleur de Tri Yann e, in bretone, Ar gwellañ gant Tri Yann. Alla fine del 1998 Christophe Le Helley lascia il gruppo per dedicarsi a tempo pieno alla musica medievale; nel gruppo rientra quindi Bruno Sabathe. Nel gennaio 1999 entrano nel gruppo Fred Bourgeois alle tastiere e Konan Mevel agli strumenti tradizionali (cornamusa, pib-veur, veuze, bombarda ecc.). Sempre nel gennaio 1999 esce l'album collettivo Excalibur, concepito e prodotto da Alain Simon: i Tri Yann vi interpretano il brano Pour l'amour de la reine.
Altri interpreti dell'album sono artisti come Dan Ar Braz, Angelo Branduardi, i Fairport Convention, Roger Hodgson, Carlos Núñez, Denez Prigent e Gabriel Yacoub (l'ex leader e fondatore del primo gruppo folk francese che ottenne risonanza nazionale e internazionale, i Malicorne). Sempre nel 1999 i Tri Yann sono fra i protagonisti dello spettacolo BretagneS, tenutosi a Parigi-Bercy il 16 marzo davanti a 40.000 persone in delirio. Allo spettacolo si esibiscono anche Dan Ar Braz, Alan Stivell, Gilles Servat, Karen Matheson, Donal Lunny, la Bagad Kemper e, come “guest star”, addirittura Hugues Aufray.

## 2000 e dintorni
Nel 2000, Jean Paul Corbineau, Jean-Louis Jossic e Jean Chocun, i fondatori del gruppo, vengono insigniti dal Ministero della cultura francese del titolo di Chevaliers de l'Ordre des Arts et des Lettres. Alla fine di novembre dello stesso anno, Louis Marie Seveno (“Loumi”) lascia il gruppo dopo 14 anni e viene sostituito dal dotatissimo violinista e bassista Christophe Péloil. Nel gruppo canta per la prima volta anche una voce femminile, la splendida Bleuñvenn ("fiore" in lingua bretone). Ai Tri Yann viene conferito il Grand Prix de la SACEM (la SACEM è la SIAE francese) nella categoria della musica tradizionale.
Tra il 18 e il 19 gennaio 2001 i Tri Yann festeggiano il 30º anniversario di una carriera iniziata per caso e proseguita di successo in successo; presentano l'album Le Pélégrin, una sorta di “viaggio onirico” di un pellegrino irlandese a cavallo tra le epoche e tra gli avvenimenti. Per confermare che la vena dei Tri Yann non si è mai esaurita, l'album fin dall'inizio viene considerato uno dei migliori del gruppo. Del 2003 è il album in studio dei Tri Yann, intitolato Marins e interamente dedicato alla tradizione marinara bretone. In una delle canzoni, Sein 1940, su un'aria tradizionale gallese viene ricordato l'episodio degli oltre 200 abitanti dell'isola di Sein, che furono tra i primissimi a rispondere all'”appello per la Francia libera” del generale De Gaulle del 18 giugno 1940 (tanto che De Gaulle, chiedendo ai volontari di dire da dove provenissero e sentendosi rispondere "Sein" da un numero impressionante di uomini, ebbe a esclamare: Ma Sein allora è la metà della Francia!).
Un episodio reinterpretato anche alla luce di un'antica leggenda bretone. Il 5 dicembre 2004 i Tri Yann, dopo 34 anni di attività, si sono esibiti per la prima volta in concerto in Italia, a Busto Arsizio. Pur essendo noti in Italia solo a una cerchia abbastanza ristretta di appassionati, sono riusciti a raccogliere oltre 3.500 persone. Nell'ottobre del 2007 è uscito il nuovo album dei Tri Yann. Intitolato Abysses, interamente ispirato alla vita sottomarina.
Nel 2008, Tri Yann diventa il gruppo più vecchio ancora attivo in Francia e festiggia il suo quarantesimo compleanno con una tournée nel 2011 e con l'uscita del suo nuovo album Rummadoù (in bretone Generazioni) che conta la storia di una famiglia, dai primi genitori nel 450 agli ultimi bambini di oggì.

## Discografia

### Album
- 1972 Tri Yann an Naoned
- 1973 Dix ans, dix filles
- 1974 Suite gallaise
- 1976 La découverte ou l'ignorance
- 1978 Urba
- 1981 An heol a zo glaz - Le soleil est vert
- 1983 Café du bon coin
- 1985 Anniverscène
- 1988 Le vaisseau de Pierre
- 1990 Belle et rebelle
- 1995 Portraits
- 1996 Tri Yann en concert
- 1998 La veillée du troisième millénaire
- 1998 Tri Yann et l'Orchestre national des Pays de la Loire
- 2001 Le pélegrin
- 2001 30 ans au Zenith
- 2003 Marines
- 2004 Tri Yann et l'Orchestre national des Pays de la Loire, la Tradition Symphonique 2
- 2007 Abysses
- 2011 Rummadoù
- 2012 Le concert des 40 ans

### Compilation
- 1986 Master Serie
- 1994 Inventaire 1970-1993
- 1995 Inventaire Volume 2
- 1996 Le Meilleur de Tri Yann
- 1998 Trilogie (3 cds)
- 1999 L'essentiel en concert
- 2003 La musique a une histoire. Anthologie Tri Yann (3 CD)
- 2007 Morceaux de choix (2 CD)

### Videografia
- 1993 Inventaire le concert. Solo in VHS
- 1996 Les coulisses de Tri Yann Tournée été 1996 (Un film di Christophe Dagobert). Solo in VHS
- 2001 Trente ans au Zénith (DVD)
- 2004 Les racines du futur (DVD + compilation su CD audio)
- 2012 Le concert des 40 ans (DVD)